# Schlacht von Krannon
Die Schlacht von Krannon fand im August 322 v. Chr. zwischen den Truppen Athens und der Ätoler einerseits und denen Makedoniens andererseits statt. Der Ausgang der Schlacht trug zur Entscheidung des Lamischen Kriegs zu Makedoniens Gunsten bei.

## Vorgeschichte
Nach dem Tod Alexanders des Großen erhob sich Athen gegen die makedonische Herrschaft in Griechenland. Die Stadt gewann schnell weitere Verbündete, und es gelangen ihr wichtige Anfangserfolge: Die mit Makedonien verbündeten Boiotier wurden bei Plataiai geschlagen und Antipater, Statthalter im europäischen Teil des Alexanderreiches, konnte in Lamia von Leosthenes eingeschlossen werden. Bei einem makedonischen Ausfall fiel Leosthenes.

## Verlauf
Daraufhin traf der makedonische Feldherr Krateros ein, der in der thessalischen Ebene bei Krannon, nahe Larissa, die Entscheidung suchte. Durch Vereinigung der beiden Heere waren die Makedonen mit, je nach Angaben, 34.000 bis 48.000 Soldaten den rund 25.000 bis 28.000 Griechen überlegen. Die zahlenmäßig überlegene makedonische Infanterie konnte ihre Gegner zurückdrängen, worauf die griechische Kavallerie das Schlachtfeld verließ. Die Schlacht ging zu Gunsten Antipaters und Krateros aus. 130 Makedonen und 500 Griechen fielen. Die griechische Armee blieb jedoch intakt.

## Folgen
Die Schlacht war zwar kein entscheidender Erfolg Makedoniens, führte aber zu einer „Beschleunigung des Abbröckelungseffekts“ auf griechischer Seite.
Genaugenommen erreichten die Opponenten in der Schlacht von Krannon nur ein taktisches „Unentschieden“. Die an Ressourcen schwächeren Athener versuchten daraufhin, mit Antipater in Verbindung zu treten und um Frieden anzusuchen. Nachdem jedoch die griechische Flotte unter dem Kommando des Euetion der makedonischen Flotte unter dem Befehl des Admirals Kleitos in der Seeschlacht bei Amorgos komplett unterlag, wurden die Führer des Aufstandes (der Redner Hypereides und der Politiker Demosthenes) hingerichtet bzw. begingen Selbstmord. Die demokratische Verfassung Athens musste zugunsten einer oligarchischen aufgegeben werden, wobei Makedonien darauf achtete, dass promakedonische Politiker die Macht behielten. Athen wurde hart bestraft, es musste auf seine Autonomie, die demokratische Verfassung und seine Seeherrschaft verzichten. Außerdem wurde Phokion in Athen eingesetzt, der von nun an die makedonischen Interessen vertreten sollte. Die Ätoler hatten mehr Glück: Nach einem Waffenstillstand wuchsen sie von einem Stammesstaat zur führenden Kraft im Aitolischen Bund heran. Die Schlacht von Krannon markiert das Ende der selbständigen griechischen Stadtstaaten.